# N,N,N',N'-tetrametil-p-fenilendiammina
La N,N,N',N'-tetrametil-p-fenilendiammina, anche chiamata TMFD o Blu di Wurster, è una fenilendiammina derivata della 1,4-fenilendiammina. Si tratta di un composto organico aromatico, sensibile alla luce, che forma cristalli incolori con un  caratteristico odore. È facilmente ossidabile, e come tutti i derivati della 1,4-fenilendiammina forma dopo cessione di un elettrone, uno stabile radicale cationico di colore  blu-violetto. Con l'ulteriore perdita di un elettrone si forma il prodotto dicationico  incolore.
È stata scoperta dal chimico tedesco Casimir Wurster nel XIX secolo, da cui ne prende uno dei nomi comuni.
Il termine "blu di Wurster" è più correttamente da riservarsi per il catione radicale, mentre la diammina incolore è preferibilmente chiamata tetrametil fenilendiammina (TMPD).
Il sale cloridrato trova impiego come indicatore redox. In microbiologia è un reagente nella prova dell'ossidasi, ma anche viene utilizzato in analisi della catena di trasporto degli elettroni in quanto è in grado di donare elettroni a citocromo c.

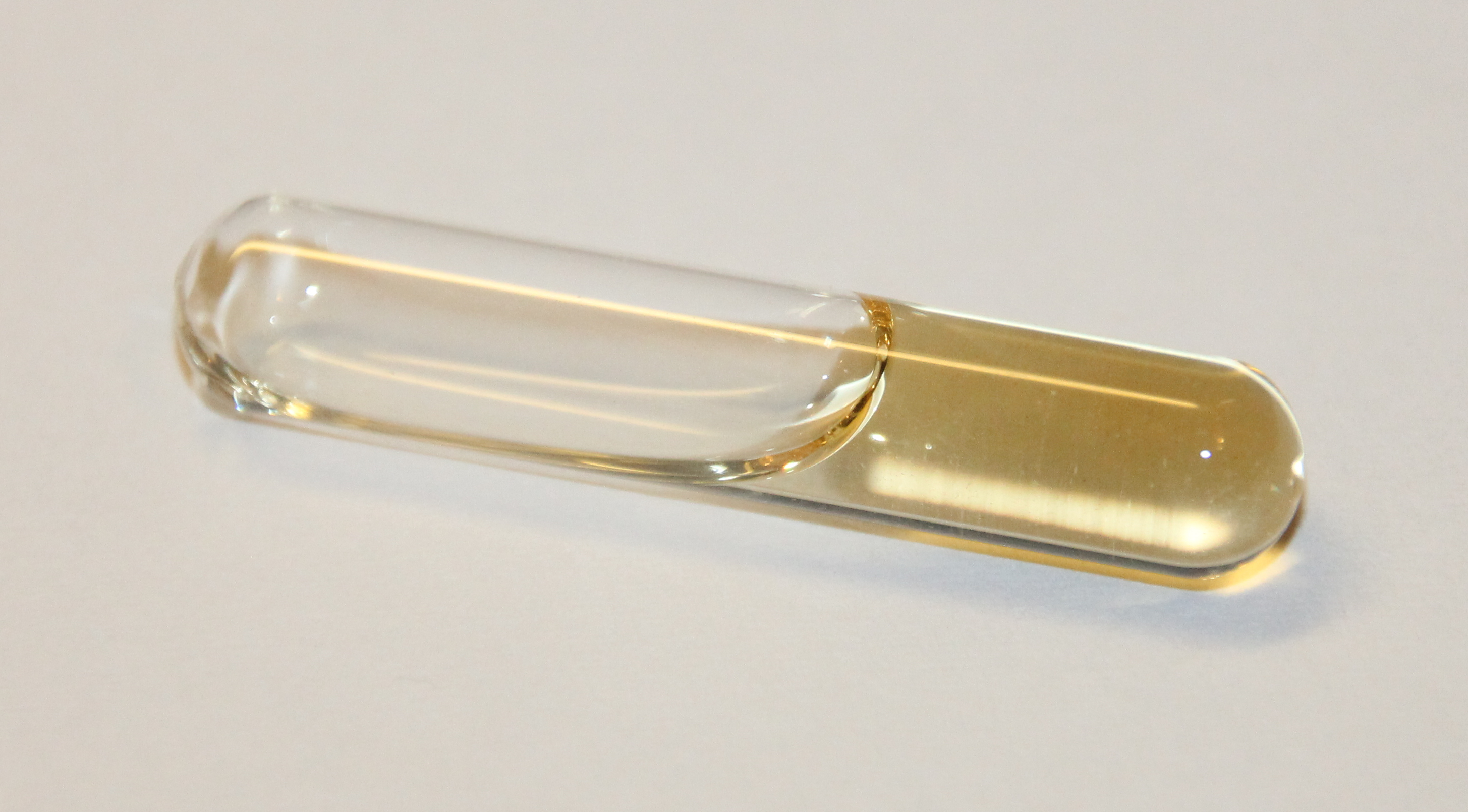
Soluzione di TMPD·2HCl nella prova dell'ossidasi.jpg

Il potenziale formale che si ricava nella titolazione del primo elettrone è di 0.276 V vs NHE, ed è utile in titolazioni potenziometriche sia come mediatore redox che come indicatore. La forma doppiamente ossidata è instabile in soluzioni acquose , per cui condizioni altamente sono da evitare in titolazioni basate su TMFD, o raggiunte solo nella la fase finale della titolazione. La seconda fase di ossidazione non è ben separata dalla prima sulla scala redox ed è quindi impossibile preparare soluzioni acquose pure di Wurster di Blue, dovuto alla sua dismutazione a di-imminio instabile e TMFD.